# Hassager Christiansen
Christian Hassager Christiansen (født 3. august 1904 på Frederiksberg, død 10. oktober 1960) var en dansk søofficer, der under 2. verdenskrig fotograferede en V1, som den 22. august 1943 var styrtet ned på Bornholm.
Han og politikommissær Johannes Hansen fik fotograferet den, før tyskerne opdagede den. Han fik desuden lavet en skitse og bestemt, at beton erstattede sprænghovedet.
Kopier af fotografierne blev konfiskeret af tyskerne, og de genkendte politimanden på et fotografi og arresterede Christian Hassager Christiansen den 5. september. Han blev torteret, men holdt ud.
Den 8. oktober blev han overført til et hospital, og derfra blev han den 22. oktober reddet og  smuglet til Sverige.
Som følge af torturen gennemgik han to større operationer i Sverige.
Christian Hassager Christiansens fotografier og skitse nåede den britiske efterretningstjeneste, hvor de indgik som kilde i R. V. Jones' vurdering af V1. Jones var chef for afdelingen for videnskabelige efterretninger.
Christian Hassager Christiansen blev den 18. juli 1947 tildelt Distinguished Service Order og R. V. Jones tilegnede blandt andre sine erindringer til Christian Hassager Christiansen.